# Jamie Wong
Jamie Wong (née le 4 novembre 1986 à Hong Kong) est une coureuse cycliste hongkongaise. Elle a notamment été championne d'Asie de la course aux points en 2012 et 2013.

## Palmarès sur piste

### Jeux olympiques
- Pékin 2008
  - 15e de la course aux points

### Championnats du monde
- Pruszków 2009
  - 9e de la course aux points
- Copenhague 2010
  - 13e de l'américaine
  - 22e de la poursuite individuelle
  - 22e de la course aux points
- Apeldoorn 2011
  - 15e de la course aux points
  - 16e de la poursuite par équipes
- Melbourne 2012
  - 5e de la course aux points
  - 13e de la poursuite par équipes
  - 22e de la poursuite individuelle
- Minsk 2013
  - 4e de la course aux points
- Cali 2014
  - 11e de la course aux points

### Coupe du monde
- 2007-2008
  - 1re de la course aux points à Copenhague

### Jeux asiatiques
- Guangzhou 2010
  -  Médaillée d'argent de la poursuite par équipes

### Championnats d'Asie
- Kuala Lumpur 2006
  -  Médaillée de bronze de la course aux points
- Bangkok 2007
  -  Médaillée d'argent de la course aux points
- Tenggarong 2009
  -  Médaillée d'argent du scratch
- 2010
  -  Médaillée d'argent de la course aux points
- 2011
  -  Médaillée d'argent du scratch
  -  Médaillée de bronze de la course aux points
  -  Médaillée de bronze de la poursuite par équipes
- 2012
  -  Championne d'Asie de la course aux points
  -  Médaillée d'argent de la poursuite
- 2013
  -  Championne d'Asie de la course aux points
- 2014
  -  Médaillée de bronze de la poursuite par équipes

### Championnats nationaux
- Championne de Hong Kong de poursuite en 2013
- Championne de Hong Kong de poursuite par équipes en 2013

## Palmarès sur route
- 2007
  -  Championne de Hong Kong du contre-la-montre
- 2008
  - 3e du Tour d'Okinawa
- 2009
  - Tour d'Okinawa
  - 6e du championnat d'Asie du contre-la-montre
- 2010
  - 5e du championnat d'Asie du contre-la-montre
- 2011
  -  Championne de Hong Kong sur route
  -  Médaillée de bronze du championnat d'Asie du contre-la-montre
  - 9e du championnat d'Asie sur route
- 2012
  -  Championne de Hong Kong sur route
  - 2e du Tour d'Okinawa
  - 9e du championnat d'Asie sur route
- 2013
  -  Médaillée de bronze du championnat d'Asie du contre-la-montre
  -  Championne de Hong Kong sur route
  -  Championne de Hong Kong du contre-la-montre
  - 7e du championnat d'Asie sur route
- 2014
  -  Championne de Hong Kong du contre-la-montre
  -  Médaillée de bronze du contre-la-montre des Jeux d'Asie